# Змеиногорский уезд
Змеиного́рский уе́зд (до 1898 — Змеиного́рский округ)  — административная единица в Томской губернии и Алтайской губернии в конце XIX — начале XX века. Уездный город — Змеиногорск.
На период 1922—1925 годов был переименован в Рубцо́вский уе́зд Алтайской губернии РСФСР. Соответственно, административным центром уезда являлся город Рубцовск.

## История
Змеиногорский округ образован в 1894 году из юго-западной части Бийского округа Томской губернии. В 1898 г. окружное деление заменяется уездным и соответственно создается Змеиногорский уезд.
В конце XIX века его население составляло 243 тысячи человек, в 1911 году — 423,3 тысячи человек, в 1920 году — 325,1 тысячи человек . В это время плотность населения на одну квадратную версту в уезде составила 12 человек, в то время как в целом по губернии она была равна 9,6 человек.
В июне 1917 года уезд был передан в состав вновь созданной Алтайской губернии.
15 марта 1918 года в уезде была установлена Советская власть.
Во второй половине 1920 года из 15 волостей Змеиногорского уезда был образован Бухтарминский уезд, который в июне 1921 года включён в Семипалатинскую губернию Казакской АССР в составе РСФСР (утверждено ВЦИК 13 июня 1921 года). Кроме этого согласно Постановлению ВЦИК ещё 10 волостей уезда вошли в Усть-Каменогорский уезд и 10 волостей в Семипалатинский уезд Семипалатинской губернии.

В 1921 году президиум Алтайского губисполкома перевёл центр Змеиногорского уезда из города Змеиногорска в село Рубцовское, а сам уезд стал называться Рубцовским. Это постановление ВЦИК утвердил 9 ноября 1922 года, а село Рубцовское было переименовано в город Рубцов. В июле 1925 года Рубцов был преобразован в село, уездным городом вновь стал Змеиногорск, а уезду возвращено наименование Змеиногорский

## Административное деление
В 1913 году уезд состоял из 23 волостей: 
| - Алейская — с. Старо-Алейское, - Александровская — с. Шемонаевское, - Бобровская, - с. Бобровское - Бухтарминская — с. Снегирёво, - Верх-Бухтарминская — с. Сенное, - Владимирская — с. Верх-Убинское, - Змеиногорская — с. Змеиногорское, - Зыряновская — с. Зыряновское, - Колыванская — с. Колыванское, - Курьинская — с. Курьинское, | - Лаптевская, - Локтевская — с. Локтевское, - Николаевская — д. Салоновка, - Ново-Алейская — с. Красноярское, - Ново-Шульбинская, - Ново-Егорьевская, - Покровская — с. Березовское, - Риддерская — с. Риддерское, - Угловская, - Успенская, | - Усть-Каменногорская — с. Красноярское, - Чарышская — с. Белоглазово, - Черновынская. |

и Верх-Алейская казачья станица.
(Более полный список волостей уезда в начале XX века: Волости Томской губернии (Змеиногорский уезд))